# Vishva
Der Sanskritbegriff Vishva ist eine alternative Bezeichnung Vishnus und bezieht sich auf die von Gott ausgehende kosmische Manifestation des Universums.

## Etymologie

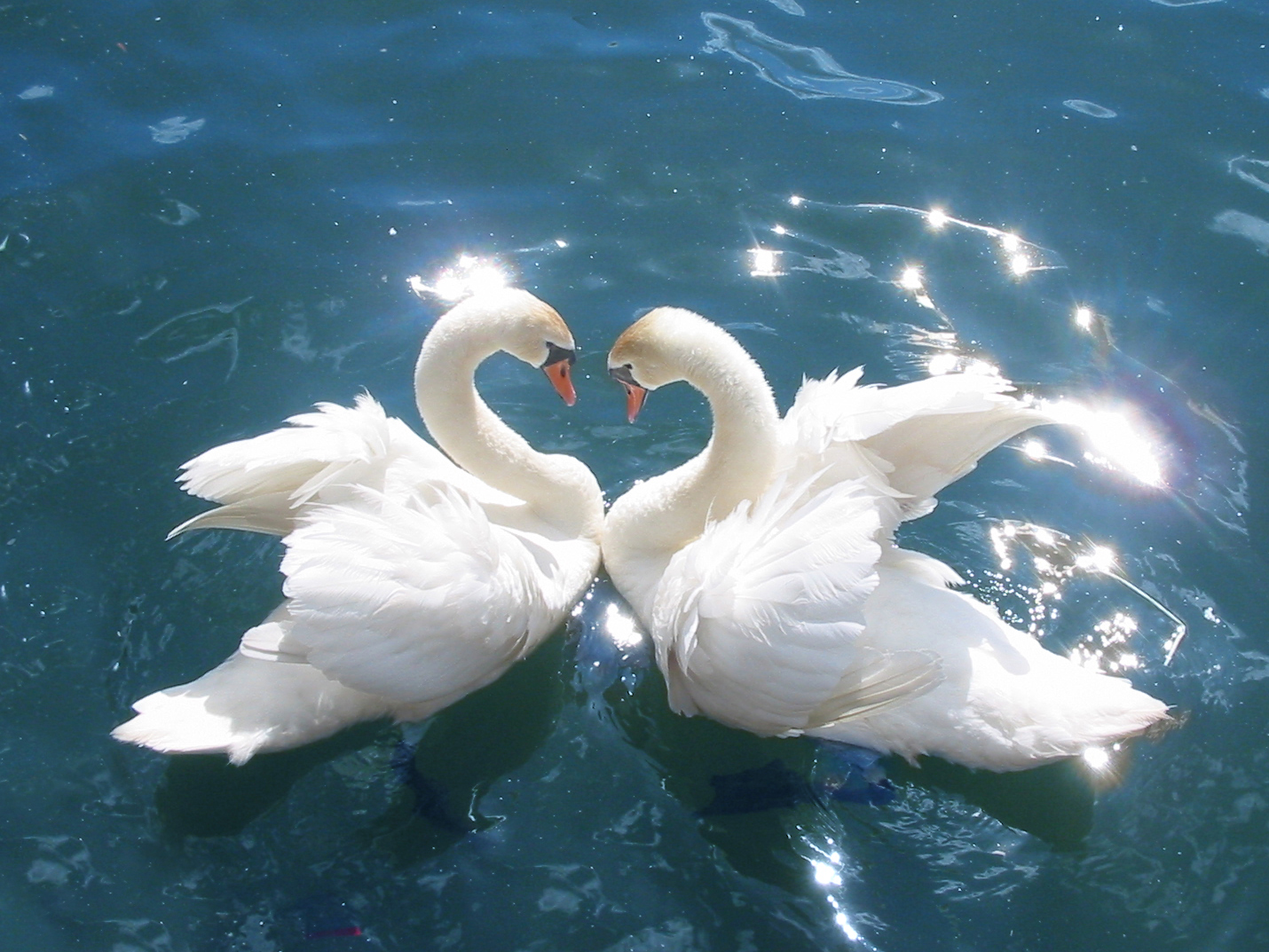
Schwäne (Cygnus olor) – Symbole für Reinheit und Transzendenz im Vedanta

Das Wort Vishva (विश्व – viśva) leitet sich von der Wurzel विश् (viś – durchdringen, eingehen in) ab. Es kann somit als All, Gesamtheit, Universum, jedermann (alle), allgegenwärtig, alldurchdringend übersetzt werden.

## In der Literatur

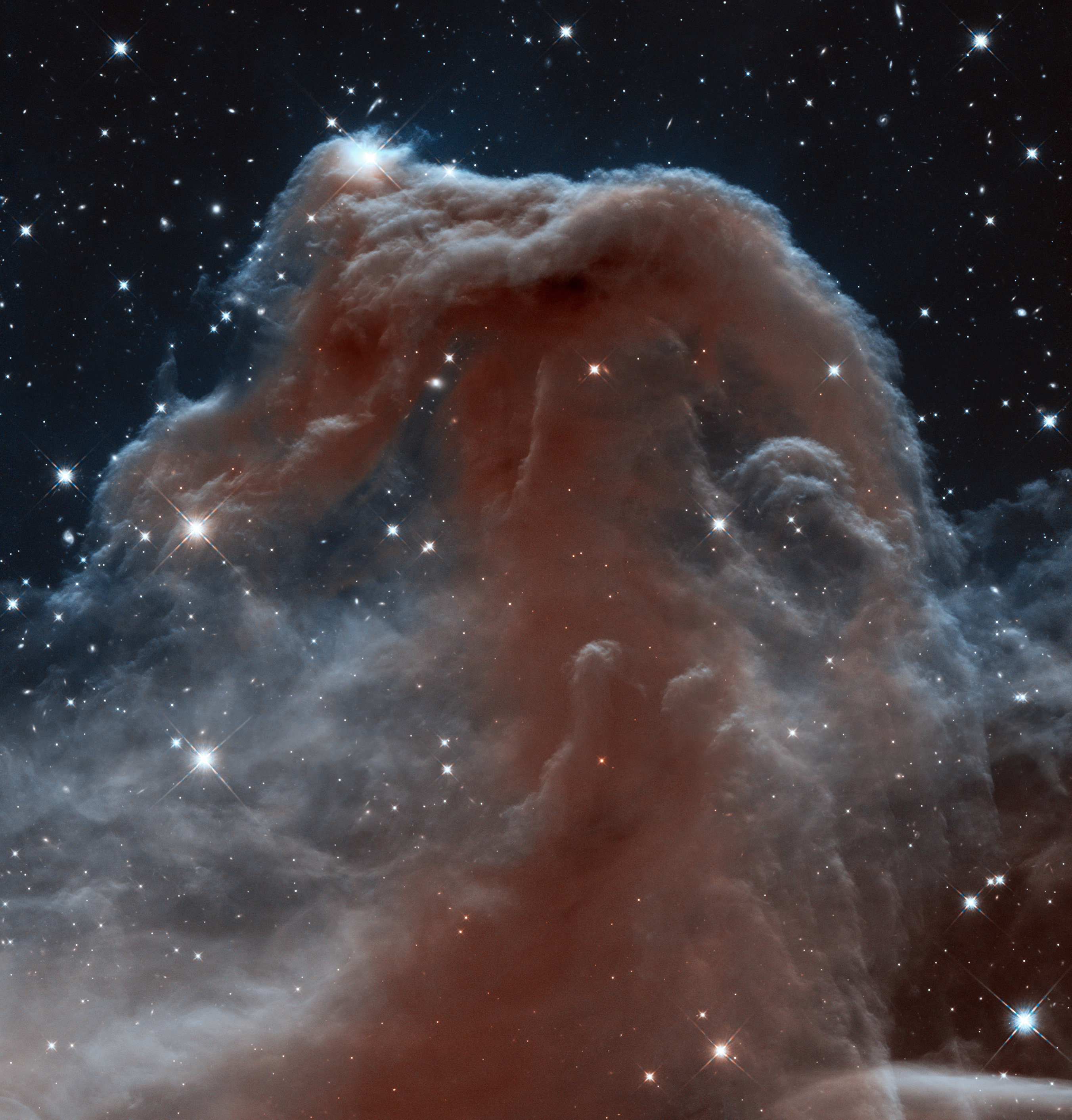
Der Pferdekopfnebel

In der Sanskritliteratur wird mit Vishva das gesamte mysteriöse Universum bezeichnet. Das Wort taucht bereits im Rig-Veda auf, so sagt der Weise (Rishi) Dirghatamas:

„त्रिमूर्ध्दान सप्तरश्मिं गृणीषेऽनूनमग्निं पित्रोरूपस्थे
निषत्तमस्य चरतो ध्रुवस्य विश्वा दिवो रोचनापप्रिवांसम्“

„So wie sieben Sonnenstrahlen und das Scheinen Agnis die gesamte Manifestation unbeseelter und beseelter Dinge erleuchten,
 so erleuchten gebildete Menschen aus Barmherzigkeit mit ihrer Weisheit den Geist sämtlicher Wesen zu aller Vorteil.“

Im Shatapatha Brahmana (IX, iii, 1,3 bis 1,6) wird Vishva ebenfalls mit der Bedeutung All verwendet.
Im Vers XI, 18 der Bhagavad Gita beschreibt Arjuna seine Vision des universellen Purusha wie folgt:

„त्वमस्य विश्वस्य परं निधानम्“

„tvam asya viśvasya paraṁ nidhānam“

„Du bist der letztliche Ruheort des gesamten Universums“

Hier tritt Vishva in seiner Genitivform  viśvasya auf.
Im Stotra des Vishnu Sahasranamas erscheint Vishva unter den tausend Namen Vishnus noch vor seinem eigenen Namen an erster Stelle:

विश्वं विष्णुर्वषट्कारो भूतभव्यभवत्प्रभुः
भूतकृद्भूतभृद्भावो भूतात्मा भूतभावनः

„viśvaṁ viṣṇurvaṣaṭkāro bhūtabhavyabhavatprabhuḥ
bhūtakṛdbhūtabhṛdbhāvo bhūtātmā bhūtabhāvanaḥ“

„Universeller–Alldurchdringender–Opferverse Empfangender–Herr jenseits von Vergangenheit, Gegenwart und Zukunft
Erschaffer und Vernichter aller Lebensformen–Träger, Erhalter und Beherrscher des Universums–Reines Dasein–Essenz aller Lebewesen–Ursprung und Entfalter aller Elemente“

## Bedeutung
Die Bedeutung von Vishva wird in den Upanishaden erörtert. So erklärt Gaudapada im Āgama Prakarana der Mandukya Karika, einem Kommentar zur Mandukya-Upanishad, dass in den drei Bewusstseinszuständen Wachen, Träumen und Tiefschlaf der Beobachter seine sinnlichen Eindrücke auf dreifache Weise (त्रिधा भोगं) erlebt – विश्व (Vishva – grob), तैजस (Taijasa – subtil) und प्राज्ञ (Prajna – selig).
Visva korrespondiert demzufolge mit dem Wachzustand, dem ersten der drei Bewusstseinszustände, in dem es unseren grobstofflichen Sinnen ermöglicht wird, die uns umgebende materielle Manifestation wahrzunehmen. Laut Gaudapada ist Vishva बहिष्प्रज्ञो विभुर्विश्वो,  d. h. alldurchdringend und erfährt die grobstofflichen externen Sinnesobjekte, bleibt aber trotz des Kontakts dennoch von diesen verschieden. Weitere Assoziationen Gaudapadas für Vishva sind das rechte Auge (दक्षिणाक्षिमुखे विश्वो), da mit dem rechten Auge Grobstoffliches erkannt wird, das Immerwährende des Erfahrens (विश्वो हि स्थूलभुङ्नित्यं)  sowie ihre erfreuliche Natur (स्थूलं तर्पयते विश्वं).
In der aus drei Buchstaben bestehenden Silbe Aum entspricht Vishva dem Buchstaben A, anhand dessen die Durchdringungskraft der Klangformel ermessen werden kann, die sämtliche Gedanken und Worte erfüllt und einzelne Worte in einem harmonischen Ganzen aufgehen lässt, vergleichbar dem überall anwesenden Äther (Akasha). Die drei Bewusstseinszustände Vishva, Taijasa und Prajna (bezeichnet auch als drei Viertel oder pāda) müssen zusammenlaufen noch ehe der Vierte – Turiya – verwirklicht werden kann.
Das an Ursache und Wirkung und daher an Dualität gebundene Vishva ist ein nach außen gerichtetes Bewusstsein. Taijasa kennt ebenfalls Dualität, ist aber ein nach innen gerichtetes Bewusstsein. Prajna ist allein an Ursachen gebunden und stellt eine Bewusstseinshäufung dar. In Wirklichkeit sind aber all  diese drei Bewusstseinsformen nur ein einziger, im Wachzustand erfahrbarer Zustand.

### Vaishvanara
Der Purusha, das Selbst in allen verkörperten grobstofflichen Wesen, wird auch als vaiśvānara bezeichnet, da er alle (vishva) Menschen (nara) lenkt. Er stellt die Dreiheit aus Individuum, Kosmos und Gottheit dar und repräsentiert das Selbst im Wachzustand.

### Vishvarupa oder die universale Form

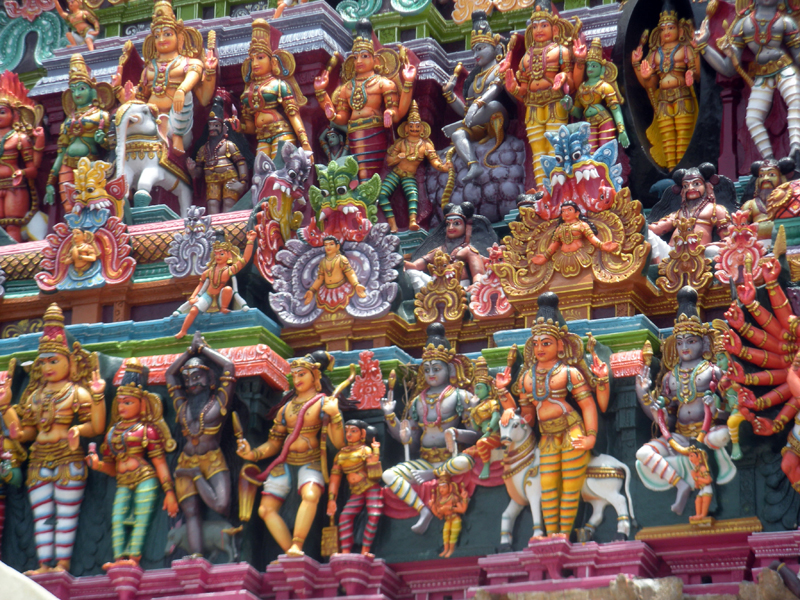
Die universale Form am Minakshi-Tempel in Madurai

Im Kapitel XI der Bhagavad Gita wird Krishna von Arjuna gebeten, ihm die viśva-rūpa, zu zeigen. Diesem Wunsch gibt Krishna statt und er manifestiert vor Arjuna seine universale Form. Diese beschreibt Arjuna wie folgt:

„अनेकबाहूदरवक्त्रनेत्रं
पश्यामि त्वां सर्वतोऽनन्तरूपम्

नान्तं न मध्यं न पुनस्तवादिं
पश्यामि विश्वेश्वर विश्वरूप“

„aneka-bāhūdara-vaktra-netraṁ
paśyāmi tvām sarvato ‘nanta-rūpam
nāntaṁna madhyam na punas tavādiṁ
paśyāmi viśveśvara viśva-rūpa“

„O Herr des Universums, o universale Form, ich sehe in Deinem Körper viele, viele Arme, Bäuche, Münder und Augen, die überall und ohne Grenzen verbreitet sind.
Ich sehe in Dir kein Ende, keine Mitte und keinen Anfang.“

Oder etwas weiter in Vers 19:

„अनादिमध्यान्तमनन्तवीर्य
-मनन्तबाहुं शशिसूर्यनेत्रम्

पश्यामि त्वां दीप्तहुताशवक्त्रं
स्वतेजसा विश्वमिदं तपन्तम्“

„anādi-madhyāntam ananta-vīryam
ananta-bāhuṁ śaśi-sūrya-netram
paśyāmi tvām dīpta-hutāśa-vaktram
sva-tejasā viśvam idaṁ tapantam“

„Du hast keinen Anfang, keine Mitte und kein Ende. Deine Herrlichkeit ist unbegrenzt. Du hast zahllose Arme, und die Sonne und der Mond sind Deine Augen.
Ich sehe Dich mit loderndem Feuer, das aus Deinem Mund kommt; durch Deine Ausstrahlung erhitzt Du das gesamte Universum.“